# 堆錦

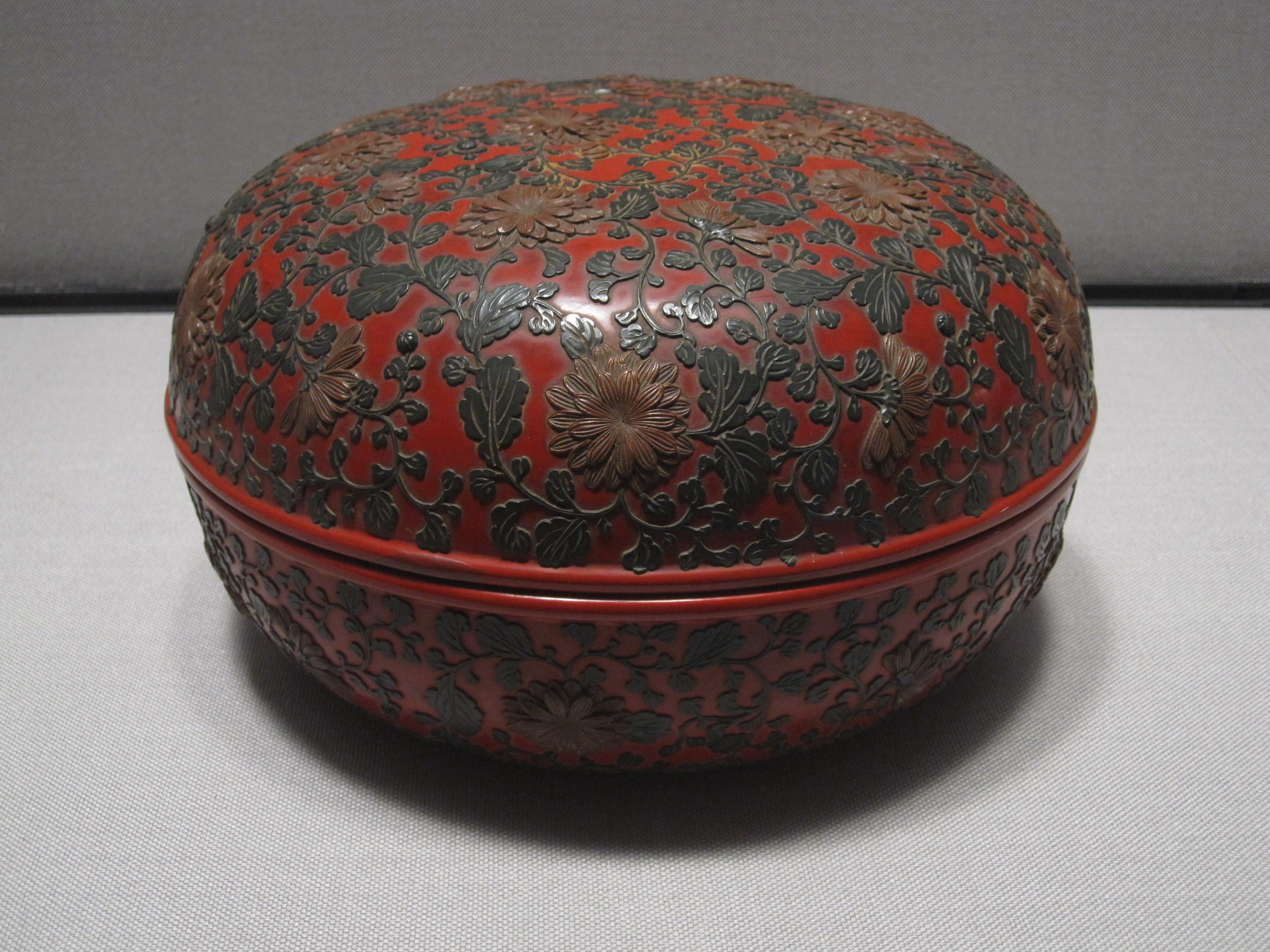
菊堆錦食籠、19世紀・第二尚氏時代の作。東京国立博物館所蔵。

堆錦（ついきん）は、琉球漆器における加飾技術の1つ。
琉球王国の正史である『球陽』では、1715年に比嘉乗昌（房弘徳）が創始したとする説を載せているが、17世紀初めに書かれた明の工芸書に既に紹介されており、その以前の段階で琉球から明に伝わる程度まで広まっていた。更にはタイ王国にも類似技術が存在することが知られている。
十分に焼いた黒め漆に、用途に合った顔料を混ぜて金槌で叩き、これを薄く延ばして「堆錦餅」と呼ばれる漆の塊を色ごとに作る。この裏側に漆を塗って仮板に貼って固定し、これに模様を付けたり凹凸を付けたり重ねて貼ったりした後に、仮板より剥がして模様に合わせて器物に貼り付ける。堆錦餅の性質次第では、同一の模様を大量に型で打ち抜いたり、螺鈿と併用したり、立体的な彫刻を施したりすることも可能である。
大正期に入ると、堆錦餅を上下に分ける方法や、ぼかし表現の技法が開発された。近年では琉球ガラスとのコラボレーションも見られる。